# پارسا مروی

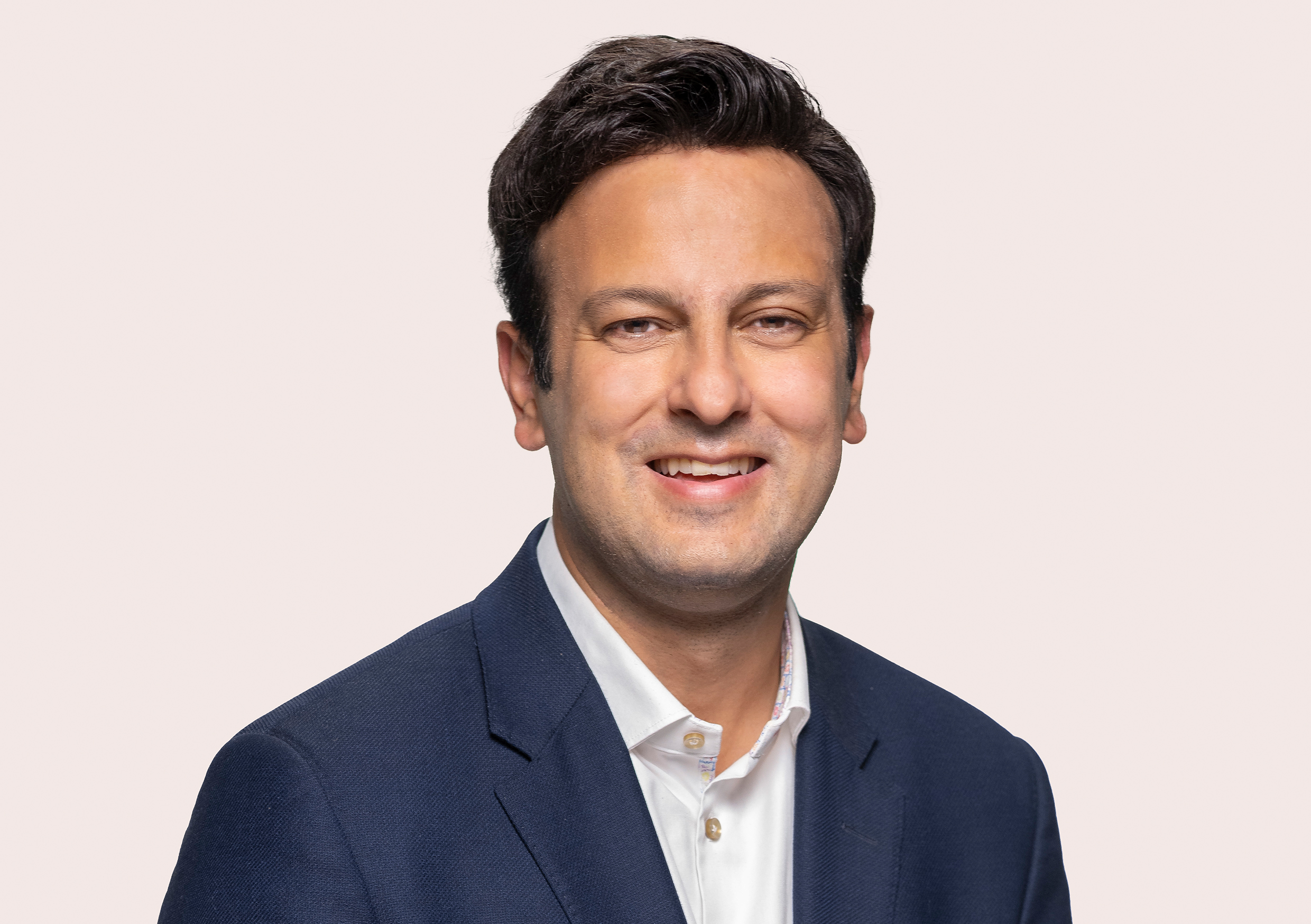
نگارهٔ پارسا مروی، اقتصاددان ایرانی‌تبار - ۲۰۲۱

پارسا مروی (۶. فوریه ۱۹۸۲ در تهران، اقتصاددان و سیاست‌مدار تجاری آلمانی (SPD) ایرانی‌الاصل است. مروی از سال ۲۰۱۲ رئیس حزب سوسیال دموکرات کارلسروهه بوده و نامزد حوزه انتخاباتی فدرال کارلسروهه-اشتاد است. او از سال ۲۰۲۱ عضو بوندستاگ است.

## زندگی
پارسا مروی در سال ۱۳۶۱ در تهران متولد شد. خانواده او در اواسط دهه ۱۹۸۰ کشور خود را ترک کردند و خانه جدیدی در آلمان پیدا کردند. در سال ۱۹۹۹ به کارلسروهه نقل مکان کرد و در رشته علوم کامپیوتر و از سال ۲۰۰۲ مدیریت بازرگانی در دانشگاه تعاونی آموزش کارلسروهه تحصیل کرد و در رشته مدیریت بازرگانی (BA) فارغ‌التحصیل شد. او سپس به عنوان یک افسر اجرایی در MLP AG و سپس به عنوان مدیر محصول در United Internet مشغول به کار شد.

## حزب سیاسی
پارسا مروی در سال ۱۹۹۹ به SPD پیوست. او هم در حزب جوسوس و هم در حزب مادر فعال بود. پارسا مروی از سال ۲۰۰۳ تا ۲۰۰۷ نایب رئیس Jusos Baden-Württemberg و در سال ۲۰۰۴ رئیس SPD در بخش شرقی کارلسروهه بود. در سال‌های ۲۰۱۱ و ۲۰۱۲ او در مذاکرات عالی با سبزهای کارلسروهه، که در آن ائتلاف تاریخی انتخاباتی برای شهردار جدید کارلسروهه، فرانک منتروپ شکل گرفت، شرکت کرد. در سال ۲۰۱۲، او به عنوان رئیس حزب SPD کارلسروهه و نامزد SPD برای انتخابات فدرال ۲۰۱۳ انتخاب شد. وی از سال ۲۰۱۴ عضو شورای شهر کارلسروهه و رئیس گروه پارلمانی SPD بوده‌است. او همچنین در انتخابات فدرال ۲۰۱۷ و ۲۰۲۱ به‌طور مستقیم برنده ریاست جمهوری نشد. با این حال، او در سال ۲۰۲۱ از طریق فهرست ایالتی به بوندستاگ رفت.